# Shin’ichirō Tomonaga
Shin’ichirō Tomonaga (jap. 朝永 振一郎 Tomonaga Shin’ichirō; ur. 31 marca 1906 w Tokio, zm. 8 lipca 1979 tamże) – japoński fizyk, laureat Nagrody Nobla w dziedzinie fizyki w roku 1965.

## Życiorys
W latach 30. XX wieku pracował w Lipsku, w zespole Wernera Heisenberga. W okresie 1941–1969 był profesorem Uniwersytetu Tokijskiego, pracował także w Institute for Advanced Study w Princeton. Członek Japońskiej Akademii Nauk. Autor prac dotyczących kwantowej teorii pola, fizyki jądrowej, promieniowania kosmicznego.
Nagrodę Nobla otrzymał w roku 1965, wspólnie z Richardem Feynmanem i Julianem Schwingerem, za niezależne opracowanie relatywistycznej elektrodynamiki kwantowej. Shin’ichirō Tomonaga nie mógł uczestniczyć w ceremonii wręczania Nagród Nobla w Sztokholmie z powodu stanu zdrowia po wypadku. Ceremonia odbyła się w dniu 10 grudnia 1965 roku w ambasadzie Szwecji w Japonii. Nagrodę wręczył ambasador, Karl Fredrik Almqvist, w obecności przedstawicieli japońskiej rodziny królewskiej.

## Nagrody i wyróżnienia
Na stronie internetowej University of Tsukuba (筑波大学) wymieniono:
- 1946 – Nagroda Asahi[5],
- 1948 – Nagroda od Japan Academy (日本学士院),
- 1951 – członkostwo Japan Academy,
- 1952 – Order Kultury,
- 1963-1969 – stanowisko prezesa Science Council of Japan,
- 1964 – Medal Łomonosowa od Akademii Nauk ZSRR za wkład do fizyki,
- 1965 – Nagroda Nobla w dziedzinie fizyki,
- 1976 – Wielka Wstęga Orderu Świętego Skarbu.